# Clarence Anglin
Clarence Anglin, detto Larry (Donalsonville, 11 maggio 1931 – 2011, morte presunta) è stato un criminale statunitense che, insieme al fratello John e a Frank Morris, fu protagonista, l'11 giugno 1962, di una famosa evasione dal carcere di Alcatraz, giorno in cui si persero le tracce.

## Biografia
Settimo di tredici fratelli, nacque a Donalsonville, Georgia, nel 1931; pochi anni più tardi, si spostò con la famiglia a Ruskin in Florida. Apparteneva a una famiglia di coltivatori dove anch'egli cominciò a lavorare fin da bambino. Dagli anni cinquanta, iniziò però a rapinare banche insieme ai fratelli e venne arrestato nel 1956. I tre furono mandati prima alla Florida State Prison, poi al penitenziario di Atlanta (dove conobbe Allen West e Frank Morris) e poi ancora al penitenziario di Leavenworth; infine fu mandato ad Alcatraz insieme al fratello John dopo che vennero scoperti in un tentativo di fuga con Frank Morris ad Atlanta. John arrivò ad Alcatraz il 21 ottobre 1960 come detenuto n. AZ1476, Clarence arrivò invece il 10 gennaio 1961 come detenuto n. AZ1435. Nel settembre 1961, i fratelli Anglin, Morris e West cominciarono ad elaborare un tentativo di fuga.
La fuga ebbe luogo lunedì 11 giugno 1962. I tre, senza West, scomparvero e da allora l'FBI ha continuato a dare loro la caccia per 17 anni, anche se è possibile che siano annegati nella baia di San Francisco. Venne ipotizzato che gli Anglin abbiano inviato alcune cartoline e foto ai familiari dal Sud America, dove si sarebbero rifugiati e per questo sono ancora ricercati dalla Polizia Federale.
A sostegno di questa ipotesi è stata eseguita successivamente un'indagine dall'ex U.S. Marshal Art Roderick insieme ai fratelli Widner, nipoti degli evasi. La conclusione è che è possibile che i due siano riusciti a fuggire legandosi al traghetto che da Alcatraz portava a San Francisco e successivamente usufruendo di una barca portata da un possibile complice esterno. Gli Anglin sarebbero successivamente fuggiti in Sud America, più precisamente in Brasile e il tutto sarebbe provato da una foto e dalla testimonianza di un tale Fred Brizzi, amico d'infanzia dei fratelli, che dice di averli incontrati in Brasile nel 1975 (anno in cui è stata scattata la presunta foto dei due), durante un viaggio per lo spaccio di stupefacenti per cui sarà poi arrestato. Se fossero ancora vivi oggi potrebbero ancora essere arrestati, in quanto l'FBI non ha emanato alcun documento che li scagioni, né loro hanno compiuto 99 anni, età per la quale, negli Stati Uniti, non si può più essere reclusi per reati. Secondo una lettera scritta presumibilmente dal fratello John nel 2013, Clarence sarebbe morto nel 2011.

## Nella cultura di massa
- Clarence Anglin è interpretato nel film Fuga da Alcatraz del 1979 da Jack Thibeau.
- Nella seconda stagione di Loki, Loki viaggia nel tempo e arriva casualmente nel momento della fuga di Alcatraz del 1962, scoprendo che il suo amico Casey della Time Variance Authority è una variante temporale di Frank Morris; Clarence Anglin è interpretato da  Aaron Moorhead, uno dei registi dell'episodio.